# Simyra rubrobrunnea
Simyra rubrobrunnea är en fjärilsart som beskrevs av Embrik Strand 1921. Simyra rubrobrunnea ingår i släktet Simyra och familjen nattflyn. Inga underarter finns listade i Catalogue of Life.